# Sphaerodactylus docimus
Espèce
Synonymes
- Sphaerodactylus epizemius Garrido & Jaume, 1984

Sphaerodactylus docimus est une espèce de geckos de la famille des Sphaerodactylidae.

## Répartition
Cette espèce est endémique de Cuba.

## Publication originale
- Schwartz & Garrido, 1985 : The Cuban lizards of the genus Sphaerodactylus (Sauria, Gekkonidae). Milwaukee Public Museum Contributions in biology and geology, vol. 62, p. 1-67.